# Гуто-Потіївська сільська рада
| Гуто-Потіївська сільська рада — колишня адміністративно-територіальна одиниця та орган місцевого самоврядування у Потіївському, Малинському, Черняхівському і Радомишльському районах Малинської, Коростенської і Волинської округ, Київської й Житомирської областей Української РСР та України з адміністративним центром у с. Гута-Потіївка. Сільській раді були підпорядковані населені пункти: - с. Гута-Потіївка - с. Вихля - с. Заміри - с. Клен - с. Мирне - с. Нова Мар'янівка - с. Стара Буда |

## Населення
Відповідно до результатів перепису населення СРСР, кількість населення ради, станом на 12 січня 1989 року, становила 770 осіб.
Станом на 5 грудня 2001 року, відповідно до перепису населення України, кількість мешканців сільської ради становила 575 осіб.

## Склад ради
Рада складалася з 12 депутатів та голови.

## Керівний склад сільської ради
| ПІБ                           | Основні відомості                                                                       | Дата обрання | Дата звільнення |
| ----------------------------- | --------------------------------------------------------------------------------------- | ------------ | --------------- |
| Репецький Анатолій Григорович | Сільський голова, 1953 року народження, освіта, безпартійний                            | 26.03.2006   | 31.10.2010      |
| Репецький Анатолій Григорович | Сільський голова, 1953 року народження, освіта середня спеціальна, член Партії регіонів | 31.10.2010   | 30.09.2013      |

## Історія
Створена у 1923 році в складі сіл Висланка, Вихля, Гута-Потіївська (Гута-Потіївка) Потіївської волості Радомисльського повіту Київської губернії. 10 березня 1933 року, відповідно до постанови президії Київського облвиконкому «Про утворення на терені Потіївського району національної польської Гуто-Потіївської сільради та одної української Вихлянської сільради», реорганізована в польську національну сільську раду, в зв'язку з чим їй підпорядковано частину колонії Губенка Добринської сільської ради, а с. Вихля передане до складу новоствореної Вихлянської сільської ради Потіївського району Київської області.
Станом на 1 жовтня 1941 року с. Висланка не перебуває на обліку населених пунктів. З 1 вересня 1946 року в підпорядкуванні перебуває с. Заміри.
Станом на 1 вересня 1946 року сільська рада входила до складу Потіївського району Житомирської області, на обліку в раді перебували села Гуто-Потіївка та Заміри.
На 1 січня 1972 року сільська рада входила до складу Радомишльського району Житомирської області, на обліку в раді перебували села Гуто-Потіївка та Заміри.
7 квітня 1980 року, відповідно до рішення Житомирського облвиконкому № 180 «Питання адміністративно-територіального поділу», до складу ради приєднано села Вихля, Клен, Мирне, Нова Мар'янівка та Стара Буда ліквідованої Старобудської сільської ради Радомишльського району.
Припинила існування 24 листопада 2015 року через об'єднання до складу Потіївської сільської територіальної громади Радомишльського району Житомирської області.
Входила до складу Потіївського (7.03.1923 р.), Радомишльського (21.01.1959 р., 4.01.1965 р.), Малинського (30.12.1962 р., 8.04.1963 р.) та Черняхівського (7.01.1963 р.) районів.